# Bugs Bunny: Lost in Time
Bugs Bunny: Lost in Time is een platformspel voor de PlayStation en PC met Bugs Bunny in de hoofdrol dat in 1999 werd uitgebracht in Europa. In het spel is het de bedoeling dat Bugs Bunny door het verzamelen van kloksymbolen terug kan reizen naar het heden.

## Werelden en levels
- Nowhere (Nergens)
- The Stone Age (Het stenen tijdperk)
- The Pirate Years (De piratenjaren)
- The Medieval Times (De middeleeuwen)
- The 1930s (De jaren dertig)
- The Dimension X (De X-dimensie)
- The Present (Heden)

## Het verhaal
In het begin is Bugs Bunny op weg naar het strand. Onderweg raakt hij de weg kwijt en komt terecht in een schuur. Daar vindt hij een tijdmachine waardoor hij in "Nowhere" (Nergens) belandt. Hij ontmoet een vreemde, maar slimme tovenaar die hem vertelt wat hij moet doen om terug te keren op zijn oorspronkelijke plek.